# 羅旭龢
羅旭龢爵士，CMG（英語：Sir Robert Hormus Kotewall；1880年—1949年5月23日），巴斯華人混血兒，前香港立法局首席華人非官守議員，華人太平紳士，對香港教育及文化事業貢獻不少，當年與何東、伍才、羅文錦和曹善允等是為上流社會成員，在香港社會地位超然。

## 經歷
- 於拔萃男書院及皇仁書院畢業，任警務處文員。
- 1913年，任裁判司署首席文案
- 第一位華人官守太平局紳
- 1916年，37歲，離開港府。
- 1916年創辦旭和洋行，開拓留聲機出入口貿易，任和聲唱片公司總經理。
- 1921年撰寫英語話劇《鑒叔》（Uncle Kim）。
- 1925年，省港大罷工，羅旭龢竭力斡旋粵港政府之間，反對武力解決罷工風潮。
- 1926年，獲委任為定例局議員，1927年元日起就任。
- 1927年，獲英國頒發CMG勳銜、獲香港大學法學博士學位
- 羅旭龢提倡樓宇分層繳納差餉
- 1933年，促成粵劇男女同台演出
- 1934年6月籌辦首屆全港校際運動會
- 1936年，獲委任為議政局議員。
- 1938年，獲英皇乔治六世授予爵士榮銜。

## 生平
羅旭龢生於香港，是香港歐亞混血兒，祖上從商，但家世並不顯赫。羅旭龢年少時肄業於皇仁書院及拔萃男書院兩所西式書院，又延請老師宿儒講授國學，西學中學兼修。事實上羅旭龢年方十六已經嶄露頭角，獲警隊聘為四等文員。羅旭龢入職之初，警署同僚以其年幼，相率以孩童待之；及後見羅旭龢辦事頭頭是道，能力不讓成人，於是莫不肅然起敬。
在警隊工作多年之後，羅旭龢的才華為上級賞識，破格升任裁判署首席文案。羅旭龢以中學學歷處理地方法院文書，居然遊刃有餘，工作水平堪比法學專才。未幾羅旭龢獲政府委任為官守太平紳士，以期委以更大重任。果然不出兩年，羅旭龢再次獲破格擢升為布政司署首席文案。羅旭龢所草擬政府預算，條理分明，細緻精密，深得英國殖民地大臣讚許。羅旭龢在香港政府中扶搖直上，但他毅然於布政司署任內急流勇退，轉往商界發展。
羅旭龢離開政府之後，香港和聲唱片公司率先聘他為總理；華人置業、香港電話，香港雪廠等也委任他為董事；至於請羅旭龢當顧問的公司則有南洋兄弟煙草公司、油蔴地小輪、中華汽車及九龍汽車等。從這時候到1940年，羅旭龢一直以政府的華人代表的身份，作為中英及官民之間的橋樑。
1925年省港大罷工期間，羅旭龢協助政府維持治安，又到廣州斡旋，最終使粵港恢復交通。罷工平息之後，香港元氣大傷，羅旭龢代表香港市民向英國政府商借三千萬元解困，並在商議此事的會議上痛陳利害。羅旭龢這篇演詞獲得在場的官紳一致讚許，民間遂稱之為「三千萬元代價之演說」，又稱羅旭龢之舌為「銀舌」。
到了1930年代，香港受經濟大蕭條影響，民生日苦。羅旭龢於是向政府提出減收差餉的請求。最終政府同意取消以前全幢樓宇繳納差餉的規定，改為每層樓獨立徵收；小業主能夠紓解困難。

## 香港淪陷時期

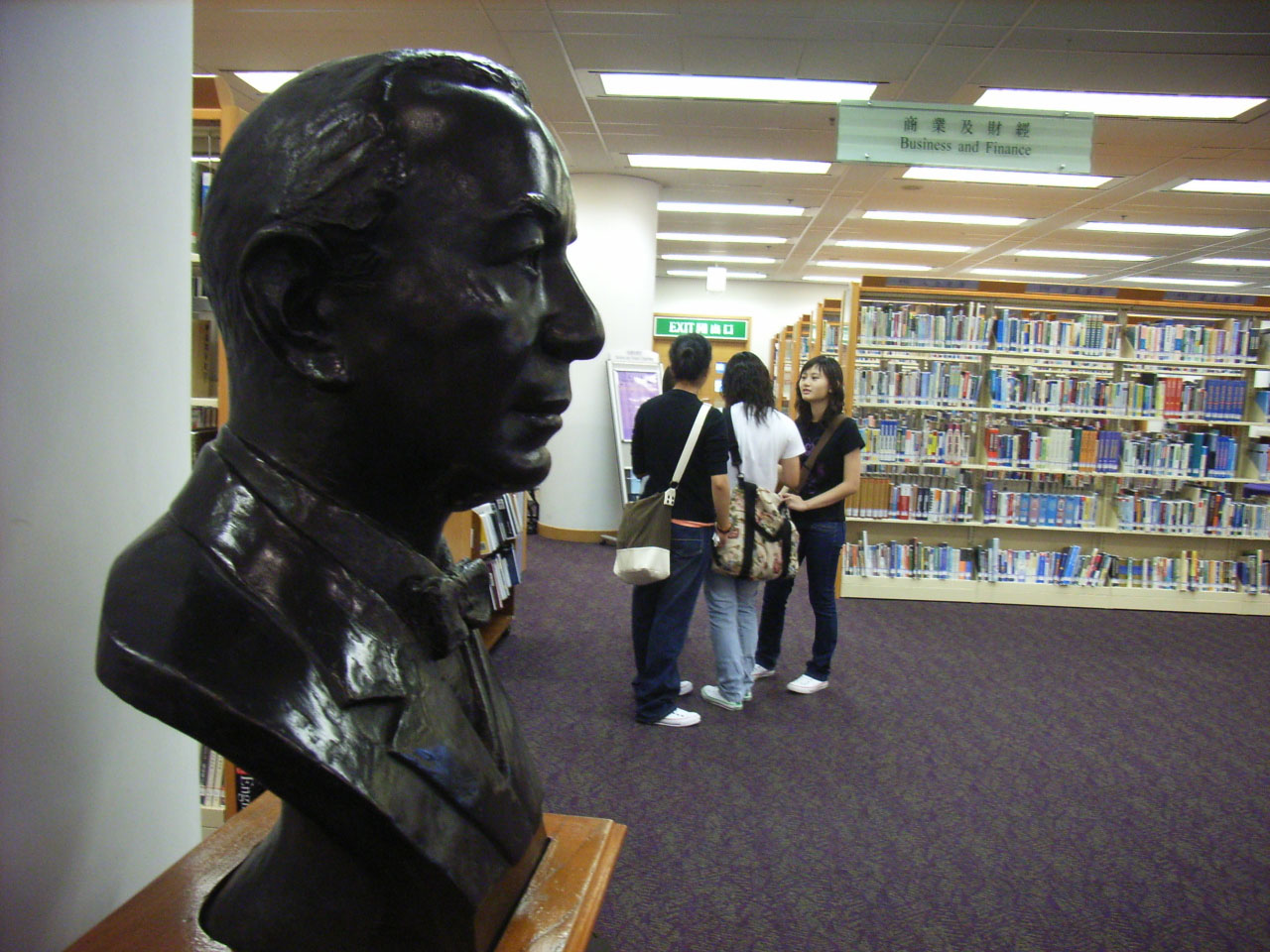
香港中央圖書館羅旭龢頭像

1942年香港日佔時期，香港佔領地政府為落實對香港的全面管治，佔領地總督磯谷廉介成立「兩華會」，當中的「華民代表會」由羅旭龢出任主席，為日本佔領地政府提供華人政務的意見，協助日軍管治香港。1945年8月香港重光，翌年楊慕琦返回香港並於5月續任港督，羅旭龢便提交長66頁的報告解釋其在日佔時期擔當華人代表的前因後果，但其論述不獲英國政府接納。在戰時曾經與日軍合作的華人，雖然於戰後普遍獲得香港政府的寬大處理，羅旭龢亦未有被追究其叛國（叛逆英國）行為，但被港府列入黑名單，終身永不錄用，不得再出任任何公職，他同時也被列入中華民國廣東省政府追緝的漢奸之一，所以自此甚少出席公開活動。1949年5月羅旭龢病逝。

## 參看
- 羅旭龢家族
- 旭龢道：以他命名的街道[5]
- 普樂
- 金文泰
- 施炳光家族

## 外部參考
- 香港公共圖書館 - 羅旭龢
- 「覺先聲」是香港1933年解禁後首個粵劇男女班 （页面存档备份，存于）
- 香港中區街道故事 （页面存档备份，存于）
- 人物介紹 - 羅旭龢[永久]